# Syriens venner
Syriens venner er en planlagt koalition bestående af en kreds af lande der ønske at forbedre situationen i Syrien ved at lægge press på Syriens præsident Bashar al-Assads regering med ikke-voldelige midler.
Syriens venner er ikke en militær koalition, men tænkes at gennemfører et samarbejde om for eksempel handelsblokade.
Landene i koalitionen kan blive arabiske lande, Tyrkiet og lande fra den Europæiske Union.
Koalitionen skal ses på baggrund af oprøret i Syrien som en del af det såkaldte Arabiske Forår og den forgæves behandling i FNs sikkerhedsråd, hvor Kina og Rusland nedlagde veto.
I Danmark var der med Udenrigsminister Villy Søvndal i spidsen parlamentarisk bred opbakning til at indgå i koalitionen.
Kun Dansk Folkeparti ønskede ikke at deltage.